# Волобуева, Ирина Георгиевна
Ирина Георгиевна Волобуева (укр. Ірина Георгіївна Волобуєва; 23 мая 1917, Полтава, Украинская ССР — 2006) — советская и украинская поэтесса и переводчица. Заслуженный работник культуры Киргизской ССР. Член СП СССР (1948).

## Биография
Ирина Георгиевна Волобуева родилась в Полтаве, в семье служащего. В 1938 году закончила филологический факультет Тбилисского государственного университета. Будучи студенткой, печатала свои стихи и переводы стихотворений немецких и грузинских поэтов в университетской газете.

## Творчество
С 1939 года И. Волобуева широко публиковала оригинальные и переводные стихи в бакинских альманахах, газетах, журналах. Её приняли в члены Союза писателей Азербайджана. На материале строительства Мингечаурской ГЭС, где И. Волобуева работала несколько лет ответственным редактором газеты, была написана книга стихов «Свет Мингечаура».
В 1952 году вышел следующий сборник стихов. Также И. Волобуевой были переведены книги стихов осетинского поэта Р. Асаева и азербайджанского Т. Иммамвердиева.
Кроме переводов с азербайджанского и осетинского, Ирина Волобуева много труда вложила в переводы на русский язык киргизских поэтов. Ею переведены поэмы Н. Байтемирова «Памятник поэту», посвящённая А. Осмонову, стихи М. Джангазиева в сборнике «Счастливые строки», К. Акаева «Юным друзьям» и М. Джангазиева «Для детей» где рассказывается легенда киргизского народа «Джаныл-Мырза». И. Волобуева также принимала участие в создании антологии киргизской поэзии.